# Heterospilus rubrocinctus
Heterospilus rubrocinctus är en stekelart som först beskrevs av William Harris Ashmead 1905.  Heterospilus rubrocinctus ingår i släktet Heterospilus och familjen bracksteklar. Inga underarter finns listade i Catalogue of Life.